# أسفار عبد البهاء إلى الغرب

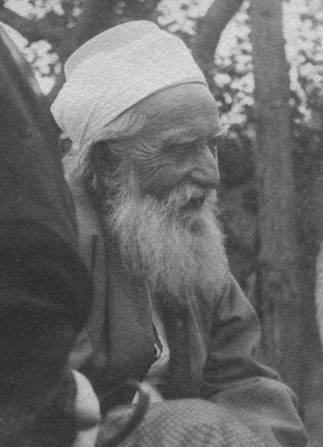
عبد البهاء خلال زيارته للولايات المتحدة

أسفار عبد البهاء إلى الغرب هي سلسلةٌ من الرحلات التي قام بها عبد البهاء من فلسطين إلى مصر ثم الغرب وهو في السابعة والستين من عمره. استمرت هذه الرحلات لمدة ثلاث سنواتٍ من عام 1910م إلى عام 1913م. عبد البهاء، وهو ابن بهاءالله، مؤسس الديانة البهائية، كان في السجن والمنفى مع والده منذ أن كان عمره 8 سنوات. عّينه بهاءالله خليفةً له ومركزًا للدين البهائي، وبعد وفاة بهاءالله في 29 مايو 1892م، عُهد إليه مسؤولية إدارة الجامعة البهائية عالميًا. وبعد ستة عشر عامًا، ونتيجةً لثورة تركيا الفتاة في عام 1908م، تم إطلاق سراحه فجأةً من السجن عن عمرٍ يناهز 64 عامًا. وفي وقت إطلاق سراحه، كان غالبية البهائيين موجودين في إيران، وكانت هناك أيضًا مجتمعاتٌ بهائيةٌ كبيرةٌ أخرى في باكو في أذربيجان، وفي عشق أباد، وفي تركمانستان، وفي طشقند في أوزبكستان.
دخلت الديانة البهائية الغرب في تسعينيات القرن التاسع عشر، ولكن في البداية كان عدد البهائيين في الغرب يقتصر على عدة آلافٍ من الأشخاص. سافر عبد البهاء إلى أوروبا وأمريكا الشمالية لنشر التعاليم البهائية في الغرب. وكانت رحلته الأولى خارج فلسطين وإيران إلى مصر عام 1910م. ومكث في مصر مدة عامٍ تقريبًا، ثم في عام 1911م، قام برحلةٍ لمدة خمسة أشهرٍ إلى فرنسا وإنجلترا. وبعد عودته إلى مصر، ذهب عبد البهاء في رحلةٍ إلى أمريكا الشمالية استمرت قرابة ثمانية أشهرٍ. خلال هذه الرحلة، زار العديد من المدن في جميع أنحاء الولايات المتحدة، من المناطق الحضرية الرئيسية على الساحل الشرقي للبلاد، إلى مدن الغرب الأوسط وكاليفورنيا على الساحل الغربي لأمريكا. كما سافر إلى مونتريال في كندا. وبعد سفره إلى أمريكا الشمالية، ذهب إلى عدة دولٍ أوروبيةٍ منها فرنسا وإنجلترا وألمانيا لمدة ستة أشهرٍ، ثم مكث في مصر ستة أشهرٍ، وعاد أخيرًا إلى حيفا.
نتيجةً لأسفار عبد البهاء إلى الغرب، أُتيحت للجامعة البهائية الغربية الصغيرة الفرصة لتقوية وتوطيد واكتساب منظورٍ أوسع لهذا الدين. استمرت العقيدة البهائية في جذب انتباه القادة الدينيين والاجتماعيين والأكاديميين وكذلك الصحافة. وقد نقلت الصحف في ذلك الوقت أسفار عبد البهاء بطريقةٍ مثيرةٍ للإعجاب. أثناء أسفاره، ألقى عبد البهاء العديد من المحاضرات في المنازل البهائية والفنادق والجامعات ودور العبادة وغيرها من الأماكن العامة، بما في ذلك مؤتمر التحكيم الدولي في بحيرة موهانك، وجمعية بيثيل الأدبية والتاريخية، والرابطة الوطنية لرابطة البهائيين. النهوض بالملونين، وجامعتي هوارد وستانفورد، والجمعيات الثيوصوفية. تشكّل محاضرات وخُطب عبد البهاء في الغرب جزءًا مهمًا من الآثار والكتابات البهائية. في العقود التي تلت أسفار عبد البهاء، نمت الجامعة البهائية في أمريكا بشكلٍ كبيرٍ، ثم انتشرت في جميع أنحاء أمريكا الجنوبية وأستراليا وأوقیانوسیا والشرق الأقصى.

## السفر إلى مصر
في 29 أغسطس 1910م، غادر عبد البهاء حيفا متوجهًا إلى بورسعيد. وأقام في بورسعيد نحو شهرٍ، وجاء البهائيون من القاهرة لزيارته.
في الأول من أكتوبر، انطلق عبد البهاء في رحلةٍ إلى أوروبا، ولكن بسبب الضعف الجسدي، اضطر إلى البقاء في الإسكندرية لمدة ثمانية أشهرٍ. أثناء إقامته في مصر، قدّمت الصحافة المصرية تغطيةً إيجابيةً لشخصية عبد البهاء والبهائيين آنذاك. التقى عبد البهاء بمجموعةٍ كبيرةٍ من الناس في الإسكندرية. وفي مايو، انتقل إلى القاهرة، حيث جذب مرةً أخرى اهتمامًا إيجابيًا من الصحافة، بما في ذلك جريدة الأهرام. وفي هذا الوقت أيضًا التقى بمفتي مصر عباس حلمي باشا وخديوي مصر. 
غادر عبد البهاء مصر أخيرًا إلى أوروبا في 11 أغسطس 1911م.

## الرحلة الأولى إلى أوروبا
تمت أول رحلةٍ لـ عبد البهاء إلى أوروبا في الفترة ما بين أغسطس وديسمبر من عام 1911م. وبعد هذه الرحلة عاد إلى مصر. وزار خلال الرحلة بحيرة جنيف على الحدود بين فرنسا وسويسرا، بالإضافة إلى بريطانيا وفرنسا. كان الغرض من هذه الرحلة هو دعم الجامعات البهائية في الغرب ومواصلة نشر تعاليم بهاءالله والتي تتمحور حول الوحدة والسلام.  قبل هذه الرحلة، كان عبد البهاء قد أرسل ممثلين إلى أوروبا، وفي يوليو 1911م أرسل خطابًا إلى المؤتمر العالمي الأول للأعراق.

### بريطانيا العظمى
وصل عبد البهاء إلى لندن في 4 سبتمبر وبقي في هذه المدينة حتى 23 سبتمبر. وفي مساء يوم 10 سبتمبر، ألقى أول خطابٍ عام له في الغرب من منصة كنيسة معبد المدينة.
في 3 أكتوبر، غادر عبد البهاء لندن متوجهًا إلى باريس بفرنسا.

### فرنسا
أمضى عبد البهاء تسعة أسابيع في باريس. ألقى خطابه الأول في باريس في 16 أكتوبر 1911م. وفي الفترة من 16 أكتوبر إلى 26 نوفمبر، كان يلقي خطابًا كل يوم تقريبًاـ  وفي بعض الأيام كان يلقي أكثر من خطابٍ. على الرغم من أن معظم محاضراته كانت تُقام في مقر إقامته في باريس في 4 Boulevard Cameons، إلا أنه ألقى أيضًا محاضراتٍ في مقر الجمعية الثيوصوفية وكنيسة تشارلز فاغنر. كما التقى بأشخاص مختلفين منهم محمد عبد الوحيد القزويني وسيد حسن تقي زاده. 
في الثاني من ديسمبر عام 1911م، غادر عبد البهاء فرنسا وعاد إلى مصر.

## السفر إلى أمريكا الشمالية
في العام الذي تلاه، قام عبد البهاء برحلةٍ واسعة النطاق إلى الولايات المتحدة وكندا، زار خلالها حوالي 40 مدينةً. ألقى خلال هذه الرحلة حوالي 373 خطابًا ووجّه إليه ما مجموعه حوالي 93000 شخصًا. وصل عبد البهاء إلى نيويورك في 11 أبريل 1912م. خلال إقامته في نيويورك، سافر إلى العديد من المدن على الساحل الشرقي لأمريكا. ثم في أغسطس، بدأ رحلةً واسعةً على الساحل الغربي للولايات المتحدة وعاد إلى شرق هذه القارة في نهاية أكتوبر. وفي 5 ديسمبر 1912م، عاد إلى أوروبا عن طريق البحر.
خلال رحلته التي استمرت تسعة أشهرٍ في الأمريكتين، التقى عبد البهاء بأشخاص مرموقين مثل رئيس جامعة ستانفورد ديفيد ستار جوردان، والحاخام ستيفن صموئيل وايز من مدينة نيويورك، والمخترع ألكسندر جراهام بيل، والأخصائية الاجتماعية الشهيرة جين آدامز، والشاعر الهندي رابندراناث طاغور الذي كان في أمريكا في ذلك الوقت، وهربرت بوتنام أمين مكتبة الكونجرس، أندرو كارنيجي الممول والمحسن، وصامويل جامبر رئيس اتحاد العمال، روبرت بيري الأميرال والمستكشف في أمريكا والقطب الشمالي، بالإضافة إلى مئات البهائيين من أمريكا وكندا والمؤمنين الجدد بالعقيدة البهائية.
لقد تم ترك عدد كبيرٍ من مجموعات الذكريات من هذه الفترة إلى جانب العديد من المقالات الصحفية التي تصف هذه الفترة.

### السفر إلى أمريكا
في 25 مارس 1912م، استقل عبد البهاء السفينة سيدريك من الإسكندرية بمصر إلى نابولي بإيطاليا. أرسلت الجامعة البهائية الأمريكية عدة آلافٍ من الدولارات إلى عبد البهاء وطلبت منه تغيير سفينة سيدريك في إيطاليا والمغادرة إلى أمريكا على متن السفينة تايتانيك، لكن عبد البهاء أعاد الأموال إلى الأعمال الخيرية وواصل رحلته على متن سفينة سيدريك.

### الوصول إلى أمريكا والسفر إلى نيو إنجلاند
وصلت سفينة SS Cedric إلى نيويورك صباح يوم 11 أبريل.  غطت العديد من الصحف خبر وصول عبد البهاء إلى نيويورك، بما في ذلك نيويورك تريبيون والواشنطن بوست. أجرى الصحفيون والمراسلون مقابلاتٍ مع عبد البهاء على متن السفينة وقدم شرحًا عن رحلته وأهدافه.
بين 11 مارس و25 أبريل، ألقى عبد البهاء محاضرةً واحدةً على الأقل كل يومٍ في نيويورك، وكان يقضي معظم فترات الصباح وبعد الظهر في لقاءاتٍ فرديةٍ مع الزوار الذين يأتون لرؤيته. في 14 أبريل، دُعي عبد البهاء إلى كنيسة الصعود لإلقاء خطابٍ. تمت تغطية الحدث بواسطة نيويورك تايمز ونيويورك تريبيون و واشنطن بوست. كان هذا الحدث مهمًا لأنه وفقًا لقواعد الكنيسة، لم يكن لأي شخصٍ من طائفةٍ أخرى حتى من المسيحية الحق في التبشير في هذه الكنيسة دون إذن الأسقف.
في 20 مارس، غادر عبد البهاء نيويورك متوجهًا إلى واشنطن العاصمة، حيث مكث فيها حتى 28 أبريل. وعقدت اجتماعاتٍ وأحداثًا هامةً في واشنطن العاصمة. على سبيل المثال، في 23 أبريل، ألقى خطابًا لأول مرةٍ في جامعة هوارد أمام أكثر من 1000 طالب وأساتذة جامعيين ومديرين أكاديميين وغيرهم من الزوار. كما تحدث أثناء إقامته في واشنطن في منتدى بيثيل الأدبي والتاريخي، الذي كان أحد المؤسسات البارزة في واشنطن العاصمة والتابعة للعرق الأسود آنذاك. 

### الغرب الأوسط

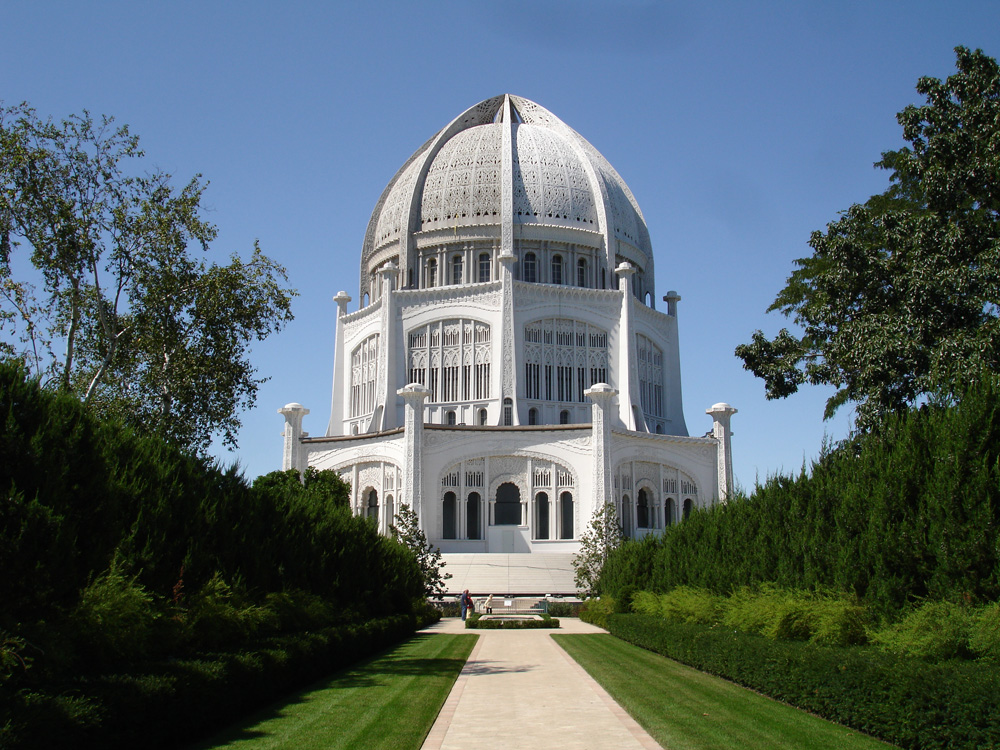
دار العبادة البهائية في ويلميت، إلينوي

وصل عبد البهاء إلى شيكاغو في 29 أبريل.  وخلال إقامته في شيكاغو، وضع حجر الأساس لمشرق أذكار ويلميت بالقرب من هذه المدينة. كما زار عبد البهاء كليفلاند وبيتسبرغ والتقى بشخصياتٍ بارزةً وألقى خطاباتٍ في هاتين المدينتين.

### العودة إلى الشمال الشرقي
في 14 مايو، سافر عبد البهاء إلى بحيرة موهانك في شمال ولاية نيويورك للتحدث في مؤتمر التحكيم الدولي  ونشرت العديد من المنشورات خطابه. 
بين مايو وأغسطس، سافر عبد البهاء إلى مدن مختلفةٍ في ولايات نيويورك وماساتشوستس ونيوجيرسي وبنسلفانيا وماين.

### السفر إلى كندا
وصل عبد البهاء إلى مونتريال في منتصف ليل 30 أغسطس 1912م، وبقي هناك حتى 9 سبتمبر. ومن أنشطته في مونتريال أنه ألقى كلمةً في كنيسة الموحدين وكنيسة القديس يعقوب. وقد زاره ويليام بيترسون رئيس جامعة ماكجيل في ذلك الوقت، وبول بروكسي أسقف الكنيسة الكاثوليكية في مونتريال.
حظيت رحلة عبد البهاء إلى مونتريال باهتمامٍ كبيرٍ من الصحافة. في ليلة وصوله، التقى به رئيس تحرير صحيفة مونتريال ديلي ستار ، ونشرت هذه الصحيفة، إلى جانبمونتريال غازيت ومونتريال ستاندارد ولو ديفوار و لابريس، تقارير عن أنشطة عبد البهاء خلال هذه الرحلة في جريدتهم.

### السفر إلى الساحل الغربي لأمريكا
غادر عبد البهاء كندا متجهًا إلى الساحل الغربي لأمريكا وتوقف في مدن مختلفةٍ على طول الطريق. وبقي في بوفالو، نيويورك في الفترة من 9 إلى 12 سبتمبر. أمضى الفترة من 12 إلى 15 سبتمبر في شيكاغو، ومن 15 إلى 16 سبتمبر في كينيشا بولاية ويسكونسن، ومن 16 إلى 21 سبتمبر في مينيابوليس. ثم واصل رحلاته إلى نبراسكا وكولورادو ويوتاه.

### كاليفورنيا
وصل عبد البهاء إلى سان فرانسيسكو في 4 أكتوبر. كانت إقامته في كاليفورنيا في الغالب في منطقة الخليج. سافر أيضًا إلى لوس أنجلوس وساكرامنتو . وألقى خطابًا في جامعة ستانفورد في 8 أكتوبر.

### العودة إلى شرق أمريكا
بعد الرحلة إلى كاليفورنيا، عاد عبد البهاء إلى الساحل الشرقي لأمريكا. وفي طريق العودة توقف في دنفر (28-29 أكتوبر)، وشيكاغو (31 أكتوبر - 3 نوفمبر)، وسينسيناتي (5-6 نوفمبر)، وواشنطن العاصمة. في 6 نوفمبر، تمت دعوته إلى معبدٍ يهوديٍ لإلقاء كلمةٍ أمام الاتحاد اليهودي في واشنطن.
وبعد ذلك، وفي طريق عودته، في 11 نوفمبر/تشرين الثاني، ألقى كلمة في بالتيمور في كنيسة المجاهدين، ثم عاد إلى نيويورك حيث مكث حتى 5 ديسمبر/كانون الأول، عندما غادر أمريكا إلى أوروبا. وفي نيويورك ألقى كلمةً حول المساواة بين الرجل والمرأة أمام مجموعةٍ عملت على تحقيق حق التصويت للمرأة. 
في 5 ديسمبر، استقلّ عبد البهاء سفينة آراماس سلتيك المتجهة من نيويورك إلى ليفربول. 

## الرحلة الثانية إلى أوروبا

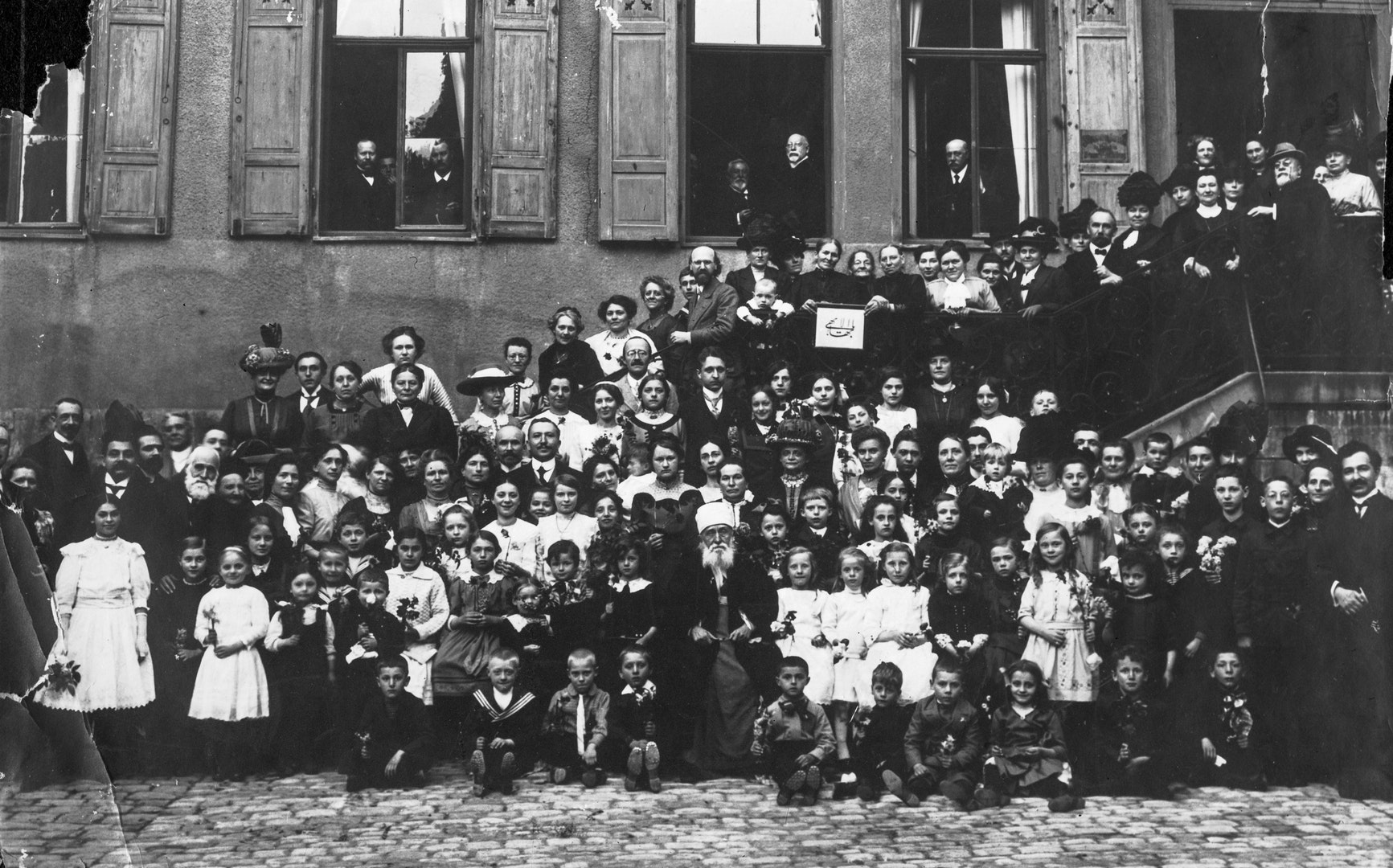
صورة لعبدالبهاء مع بعض الأطفال في سلينغن

وصل حضرة عبد البهاء إلى ليفربول في ١٣ ديسمبر 1912م. خلال ستة أشهرٍ زار إنجلترا وفرنسا والنمسا والمجر وألمانيا وعاد أخيرًا إلى مصر في 12 يونيو 1913م. 

### بريطانيا العظمى
كان عبد البهاء في لندن في الفترة من 16 ديسمبر إلى 6 يناير 1913م، وألقى عدة خطاباتٍ، بما في ذلك خطابًا حول حق المرأة في التصويت لرابطة تحرير المرأة. 
في إدنبرة، اسكتلندا، التقى بطلاب في جامعة إدنبرة وتحدث في جمعية الإسبرانتو بالمدينة، وكلية إدنبرة للفنون، والكلية الجديدة والجمعية الثيوصوفية.

### دول أوروبية أخرى

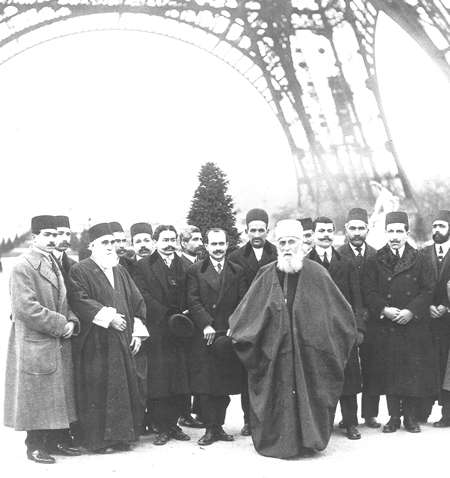
عبد البهاء بالقرب من برج إيفل في باريس عام 1913م.

وصل عبد البهاء إلى باريس في 22 كانون الثاني (يناير)، واستمرت هذه الرحلة، وهي زيارته الثانية لهذه المدينة، لعدة أشهرٍ. واصل خلال إقامته محاضراته العامة ولقاءاته مع البهائيين. ومن الشخصيات البارزة التي التقى بها في باريس السفير الإيراني آنذاك والعديد من المسؤولين البارزين في الحكومة العثمانية السابقة والبروفيسور عناية الله خان والمستشرق إدوارد براون. 
في عام 1913م، كان في ألمانيا لمدة 8 أيام وزار شتوتغارت، سلينغن أم نيكار وباد ميرغنثيم.  خلال هذه الرحلة تحدث إلى مجموعةٍ من الشباب بالإضافة إلى تجمع للإسبرانتيين.  غادر عبد البهاء شتوتغارت بالقطار إلى بودابست.  وفي بودابست التقى بعددٍ من القادة الاجتماعيين المعروفين، من بينهم أكاديميون وقادة حركات السلام التركية والعربية واليهودية والكاثوليكية. كما التقى بالجمعية الثيوصوفية والجمعية التركية. وفي 11 مارس، ألقى كلمةً في قاعة مبنى البرلمان القديم في بودابست. غادر إلى فيينا في 18 أبريل، وهناك التقى ببيرثا سوتنر، أول امرأةٍ تفوز بجائزة نوبل للسلام .

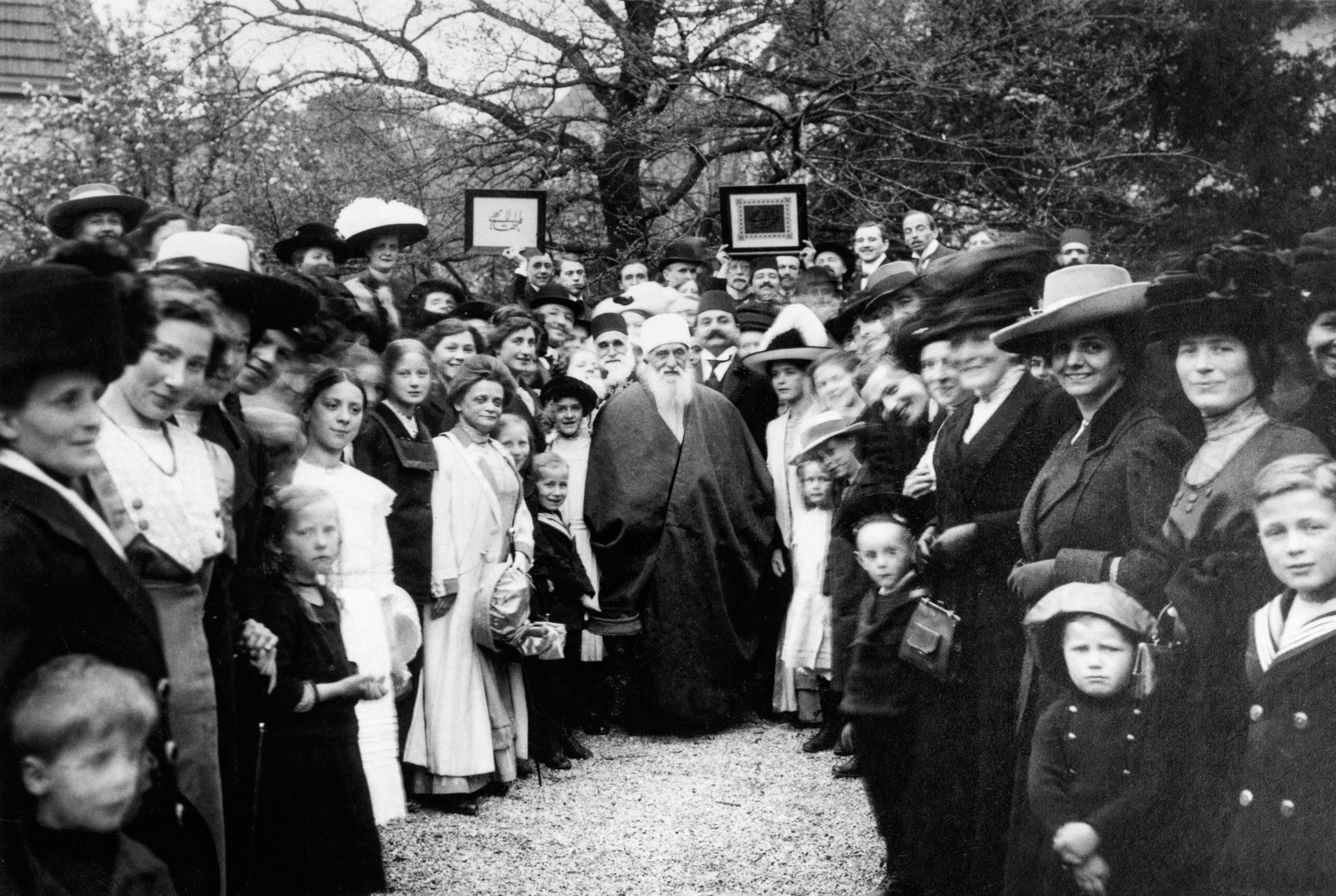
زيارة عبدالبهاء إلى شتوتغارت الألمانية

غادر عبد البهاء فيينا متوجهًا إلى شتوتغارت، ثم غادر إلى باريس للمرة الثالثة وقضى في هذه المدينة من 2 مايو إلى 12 يونيو. وبما أن أسفاره أصابته بالضعف والتعب، لم يتمكن من المشاركة في بعض الاجتماعات التي كانت تعقد في بيوت البهائيين، بل كان يعقد اجتماعاتٍ ويلقي الخطب في فندقه. وعقد اجتماعًا آخر مع سفيري إيران وتركيا. أقام أحمد عزت باشا المستشار السابق للإمبراطورية العثمانية، مأدبة عشاءً على شرف عبد البهاء في السادس من يونيو. في 12 يونيو، ودّع عبد البهاء محطة قطار باريس واستقل القطار إلى مرسيليا، وفي صباح اليوم التالي استقلّ باخرةً ووصل إلى بورسعيد في مصر في 17 يونيو. 

## العودة إلى مصر
في طريق عودته إلى حيفا في فلسطين، توقف عبد البهاء لفترةٍ في بورسعيد، حيث التقى بالبهائيين الذين أتوا لزيارته من حيفا، وبالسكان الأصليين المسلمين والمسيحيين.  في الأول من أغسطس، جاء حفيده شوقي أفندي وشقيقته بهية خانم وابنته الكبرى لزيارته من حيفا في مصر. وفي نهاية إقامته التقى مرةً أخرى بعباس الثاني ملك مصر وخديوي مصر. انتهت أسفاره بمغادرة مصر على متن سفينةٍ في 2 ديسمبر، ووصل إلى حيفا بعد ظهر يوم 5 ديسمبر 1913م. 

## أنظر أيضًا
- عبدالبهاء
- البهائية
- تاريخ الديانة البهائية

## روابط خارجية
- الفیلم الوثائقي "المثل الأعلى" وثائقي مدبلج حول مئوية عبد البهاء

- الفيلم الوثائقي "سفر پرفروغ" عن رحلة عبد البهاء إلى أمريكا
- خطب عبدالبهاء في أوروبا وأمريكا